# Javron-les-Chapelles
Javron-les-Chapelles é uma comuna francesa na região administrativa do País do Loire, no departamento de Mayenne. Estende-se por uma área de 38.13 km². Em 2010 a comuna tinha 1 395 habitantes (densidade: 36,6 hab./km²).